# Подлепичи
Подлепичи (укр. Підлепичі) — село,
Калашниковский сельский совет,
Полтавский район,
Полтавская область,
Украина.
Код КОАТУУ — 5324081307. Население по переписи 2001 года составляло 64 человека.

## Географическое положение
Село Подлепичи находится в 1,5 км от сёл Гвоздиковка, Клименки, Калашники и Сердюки.
По селу протекает пересыхающий ручей с запрудами.

## Экономика
- Молочно-товарная ферма.